# Molòssids
Els molòssids (Molossidae) són una família de ratpenats dins del subordre dels microquiròpters, formada per 16 gèneres i 102 espècies.
Es caracteritzen per tenir una cua llarga que es projecta més enllà de l'uropatagi. Encara que amb algunes excepcions, solen ser de color gris, negre o marró. La seva longitud, sense la cua, oscil·la entre els 4 i els 12 centímetres, i el seu pes varia entre 8 i 220 grams.
Són animals insectívors que capturen les seves preses en ple vol. Tot i que algunes espècies viuen en petits grups en forats als arbres o escletxes entre les roques, altres espècies viuen en coves formant grans colònies de fins a 50 milions d'individus.

## Gèneres
Subfamília Molossinae
- Austronomus
- Cheiromeles
- Cynomops
- Eumops
- Micronomus
- Molossops
- Molossus
- Mops
- Mormopterus
- Myopterus
- Nyctinomops
- Otomops
- Ozimops
- Platymops
- Promops
- Sauromys
- Setirostris
- Tadarida

Subfamília Tomopeatinae
- Tomopeas